# Ralf Schmidt (Radsportler)

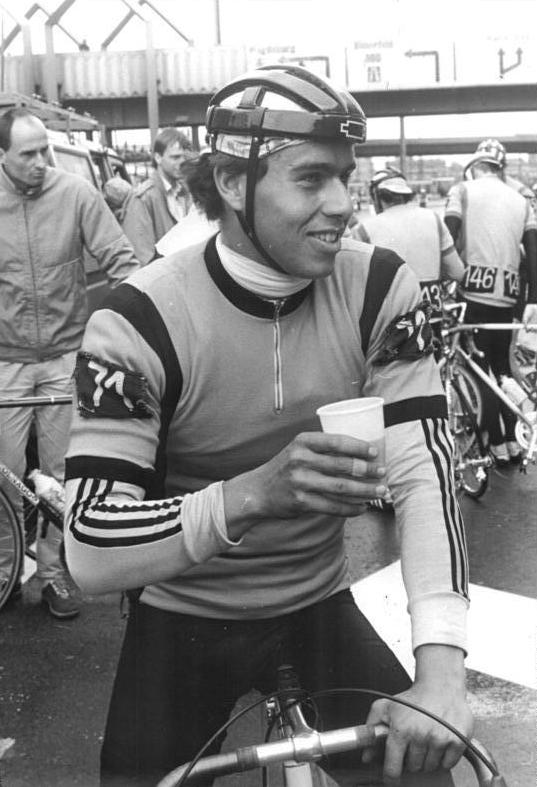
Ralf Schmidt (1988)

Ralf Schmidt (* 6. August 1966 in Bonn) ist ein ehemaliger deutscher Radrennfahrer.
Schmidt wurde 1992 mit Lutz Lehmann, Jens Zemke und Siegfried Höbel Deutscher Meister im Straßenvierer. Seine erfolgreichste Saison hatte er 1993, als er die Gesamtwertungen der Etappenrennen Berliner Etappenfahrt, Hessen-Rundfahrt und Thüringen-Rundfahrt gewann. 1993 holte er den Gesamtsieg in der Tour de Taiwan mit einem Tageserfolg. 1993 gewann er die Brügelmann-Champion-Wertung, eine Jahreswertung für Amateure des Bundes Deutscher Radfahrer (BDR). Zum Ende seiner Zeit als Aktiver fuhr er bei internationalen Radsportteams, 1996 für PSV Köln und 1997 für Agro-Adler Brandenburg.

## Palmarès
1987
- eine Etappe Griechenland-Rundfahrt

1990
- Gesamtwertung Oder-Rundfahrt

1992
- Deutsche Straßen-Radmeisterschaften - Mannschaftszeitfahren (mit Lutz Lehmann, Jens Zemke und Siegfried Höbel)

1993
- eine Etappe Österreich-Rundfahrt
- Harzrundfahrt
- Gesamtwertung Berliner Etappenfahrt
- Gesamtwertung Hessen-Rundfahrt
- Gesamtwertung Thüringen-Rundfahrt

1994
- Punktewertung Niedersachsen-Rundfahrt
- Deutsche Meisterschaften - Mannschaftszeitfahren (mit Lutz Lehmann, Jörn Reuß und Dan Radtke)
- Deutsche Meisterschaften - Straßenrennen (Amateure)
- Gesamtwertung Tour de Taiwan

## Teams
- 1988: SC Dynamo Berlin
- 1994: RSG Frankfurt am Main
- 1996: Mediapark Köln-Flughafen Köln Bonn
- 1997: Agro-Adler Brandenburg